# Les Hurleurs
À ne pas confondre avec le film italien Les Hurleurs de Lucio Fulci.
Les Hurleurs (Unruhe) est le 4e épisode de la saison 4 de la série télévisée X-Files. Dans cet épisode, Mulder et Scully sont sur la piste d'un ravisseur qui lobotomise ses victimes en ayant comme indices d'étranges photographies des victimes prises juste avant leur enlèvement.
L'épisode a obtenu des critiques globalement favorables.

## Résumé
À Traverse City, dans le Michigan, Mary Lefante, une jeune femme partie faire une photographie, trouve en revenant à sa voiture son petit ami mort et se fait enlever par son assassin. La photo développée montre la jeune femme en train de hurler alors que l'arrière-plan de l'image est distordu. Mulder et Scully enquêtent sur ce cas et se rendent à l'appartement de Lefante. Mulder prend des photos avec l'appareil instantané de la victime et celles-ci révèlent le même visage hurlant de Lefante. Il expose alors à Scully sa théorie selon laquelle le ravisseur aurait le pouvoir d'imprégner les photographies de son empreinte psychique. Plus tard, Lefante est retrouvée errante, son ravisseur l'ayant relâchée après l'avoir lobotomisée.
Peu après, une autre jeune femme, Alice Brandt, est enlevée à son tour. Mulder retourne à Washington pour faire analyser les photos et découvre que l'ombre du ravisseur, qui fait partie de l'arrière-plan de l'image, a des jambes anormalement longues. Pendant ce temps, Scully, qui a remarqué que des chantiers de construction appartenant à la même entreprise se trouvaient non loin des lieux des deux enlèvements, questionne Gerry Schnauz, un contremaître juché sur des échasses. Lorsque Mulder la contacte pour lui faire part de sa découverte, elle poursuit Schnauz et l'arrête. Schnauz a par le passé été interné pour avoir battu et avoir rendu infirme son père. Pour faire parler Schnauz, Mulder lui montre l'une des photos de Lefante. Schnauz prétend alors avoir mis ses victimes à l'abri des « hurleurs » et révèle l'endroit où les agents trouveront Brandt.
Mulder et Scully retrouvent Brandt, elle aussi lobotomisée. Pendant ce temps, Schnauz tue le policier qui le gardait et s'échappe. Il braque ensuite le magasin où Lefante s'était faite prendre en photo et vole des appareils et des pellicules, puis enlève Scully. Schnauz prétend délivrer Scully des « hurleurs », ceux-là mêmes qui avaient envahi l'esprit de son père, le forçant à abuser sexuellement de sa petite sœur. Scully essaie en vain de lui expliquer que « les hurleurs » ne vivent que dans sa tête. Pendant ce temps, Mulder pense en étudiant la photo distordue d'une Scully hurlante, prise dans le magasin, que Schnauz s'est rendu près du cimetière où sa famille est enterrée. Schnauz prend des photos de Scully qui le perturbe grandement et s'apprête à la lobotomiser lorsque Mulder trouve près du cimetière le camping-car volé par Schnauz. Il pénètre à l'intérieur du véhicule juste à temps pour abattre Schnauz et remarque ensuite que les dernières photos prises par Schnauz montraient celui-ci gisant mort sur le sol.

## Distribution
- David Duchovny : Fox Mulder
- Gillian Anderson : Dana Scully
- Pruitt Taylor Vince : Gerry Schnauz

## Production
Le scénariste Vince Gilligan s'inspire pour écrire l'épisode d'une série de livres sur les tueurs en série dans laquelle figure l'histoire de Howard Unruh. Ce nom, qui se rapproche du mot allemand Unruhe (« agitation » en français), inspire le titre de l'épisode. Le scénario est également influencé par les photographies psychiques que se vantaient de prendre Ted Serios. Gilligan écrit spécifiquement le rôle de Gerry Schnauz pour Pruitt Taylor Vince après avoir vu ce dernier dans le film L'Échelle de Jacob (1990). Le nom de Gerry Schnauz provient de Thomas Schnauz, un ancien camarade d'école de Gilligan qui deviendra lui-même scénariste pour X-Files lors de la 9e saison de la série.
Lors de la scène où Scully rencontre Schnauz juché sur des échasses, Taylor Vince est attaché à un câble de sécurité qui le fait tenir en équilibre sur celles-ci et est ensuite effacé en postproduction. Pour la scène où Schnauz s'enfuit sur ces mêmes échasses, il est fait appel à des cascadeurs. L'épisode est initialement programmé pour être le 2e de la saison mais quand les producteurs apprennent que la série va être diffusée le dimanche soir, au lieu du vendredi soir, à partir du 4e épisode de la saison, ils choisissent de retarder sa diffusion car ils estiment que Les Hurleurs est plus représentatif de la série que La Meute et Teliko.

## Accueil

### Audiences
Lors de sa première diffusion aux États-Unis, l'épisode réalise un score de 11,7 sur l'échelle de Nielsen, avec 18 % de parts de marché, et est regardé par 19,10 millions de téléspectateurs.

### Accueil critique
L'épisode obtient des critiques globalement favorables. Dans leur livre sur la série, Robert Shearman et Lars Pearson lui donnent la note de 5/5. Sarah Stegall, du site Munchkyn Zone, lui donne la note de 4/5. John Keegan, de Critical Myth, lui donne la note de 9/10. Todd VanDerWerff, du site The A.V. Club, lui donne la note de B+. Le site Le Monde des Avengers lui donne la note de 3/4.
Plus mitigé, le magazine Entertainment Weekly, lui donne la note de C.